# Nova Kapela (Dubrava)
 Nova Kapela  falu Horvátországban Zágráb megyében. Közigazgatásilag Dubravához tartozik.

## Fekvése
Zágrábtól 47 km-re, községközpontjától 6 km-re északkeletre, a megye keleti részén fekszik.

## Története
1857-ben 368, 1910-ben 751 lakosa volt. Trianonig Belovár-Kőrös vármegye Križi járásához tartozott. 
2001-ben 279  lakosa volt.

## Lakosság
| Lakosság változása | Lakosság változása | Lakosság változása | Lakosság változása | Lakosság változása | Lakosság változása | Lakosság változása | Lakosság változása | Lakosság változása | Lakosság változása | Lakosság változása | Lakosság változása | Lakosság változása | Lakosság változása | Lakosság változása |  |
| ------------------ | ------------------ | ------------------ | ------------------ | ------------------ | ------------------ | ------------------ | ------------------ | ------------------ | ------------------ | ------------------ | ------------------ | ------------------ | ------------------ | ------------------ |  |
| 1857               | 1869               | 1880               | 1890               | 1900               | 1910               | 1921               | 1931               | 1948               | 1953               | 1961               | 1971               | 1981               | 1991               | 2001               |  |
| 368                | 379                | 369                | 324                | 416                | 751                | 760                | 842                | 492                | 492                | 403                | 369                | 318                | 247                | 279                |  |

## Nevezetességei
A falu közepén álló kápolnája.

## Külső hivatkozások
Dubrava község hivatalos oldala